# Brukhin
Brukhin,  en hébreu : ברוכין, est un avant-poste israélien illégal situé dans les montagnes de Samarie, près de la ville de Bruqin, dans le gouvernorat de Salfit en Cisjordanie occupée. Administrativement, il fait partie du conseil régional de Shomron, dans le district de Judée et Samarie. L'avant-poste est situé à 2 km au nord-est de la colonie d'Alei Zahav (en), entre les colonies d'Ariel et de Rosh HaAyin. 

## Situation juridique
En application de la IVe Convention de Genève dans les Territoires palestiniens, la communauté internationale, considère comme illégales, les colonies israéliennes de Cisjordanie, au regard du droit international mais le gouvernement israélien conteste ce point de vue.

## Source de la traduction
- (en) Cet article est partiellement ou en totalité issu de l’article de Wikipédia en anglais intitulé « Brukhin » (voir la liste des auteurs).